# Cicloativismo
O cicloativismo é o ativismo político voltado ao uso da bicicleta como meio de transporte (ciclismo utilitário) nas cidades, reivindicando direitos dos ciclistas e sua segurança nas vias públicas, pressionando autoridades para garantirem tais direitos, surgiu no final da Década de 2000..

## Mobilidade
O principal argumento em favor do uso das bicicletas trata da mobilidade urbana. Cicloativistas defendem o uso da bicicleta em detrimento do uso do transporte particular motorizado, diminuindo o espaço usado por cada pessoa para se locomover pela cidade, melhorando o fluxo do trânsito e a mobilidade na cidade. Essa é uma visão compartilhada por diversos especialistas, como o arquiteto, urbanista e professor da Faculdade de Arquitetura e Urbanismo da Universidade de São Paulo Alexandre Delijaicov e a também urbanista e professora da Faculdade de Arquitetura e Urbanismo da Universidade de São Paulo Raquel Rolnik.

## Ambientalismo
Um dos argumentos pelo uso da bicicleta como meio de transporte refere-se ao fato da bicicleta ser um transporte limpo, não gerando poluentes, ao contrário de veículos movidos a combustão interna.

## Início
Segundo Tom Goodefrooij, ex-presidente da ECF (European Cyclist's Federation), organizador do Velo Mondial 2000 Amsterdã, e participante da revolução da política de mobilidade da Holanda nos anos setenta e oitenta, "a existência de grupos organizados de ciclismo data do final do século XIX e inicio do século XX, com o CTC (Cycling Touring Club), no Reino Unido e a Dansk Cyclist Forbund, na Dinamarca, além da holandesa ANWB, que evoluiu como uma associação de motoristas, mas que foi criada como uma associação de ciclistas. Porém, o moderno cicloativismo, com um forte componente político, é na década de setenta que se fortaleceu."

## Lista de grupos, associações e organizações que incluem o cicloativismo em suas metas e atividades
- Ciclocidade
- Cidades para pessoas
- Programa Cidades Sustentáveis
- Bicicletada - Massa Crítica
- Mobilize.com.br

## Cidades mais amigáveis a ciclistas do mundo
Cidades conhecidas por respeitarem direitos dos ciclistas, garantirem sua segurança e possuirem rede cicloviária extensa: 
- Copenhague, na Dinamarca
- Amsterdã, na Holanda
- São Francisco, Portland, Boulder e Davis, nos EUA
- Barcelona, na Espanha
- Berlim e Munique, na Alemanha
- Ottawa, no Canadá

## Brasil
No Brasil, apenas 1% da malha viária das capitais possui ciclovias. Segue abaixo o ranking das cidades com maior malha cicloviária proporcionalmente à malha viária total:
- Rio de Janeiro - 3,17%
- Curitiba - 2,7%
- Florianópolis - 2,2%
- Campo Grande - 1,99%
- Fortaleza - 1,81%
- Brasília - 1,52%
- Belo Horizonte - 1,17%
- Cuiabá - 0,81%
- Porto Alegre - 0,44%
- São Paulo - 0,39%
- Salvador - 0,38%

## São Paulo
Em 4 de junho de 2014, Jilmar Tatto e Fernando Haddad (secretário dos transportes e prefeito da cidade de São Paulo, respectivamente) anunciaram a meta de criar, até o fim da gestão Haddad, mais 400 km de malha cicloviária na capital. Até setembro de 2014, quase 80 km de novas ciclovias já haviam sido construídos.
Não é sem certa dose de polêmica que essa expansão da malha cicloviária vem sendo feita, porém, segundo pesquisa do ibope, 88% dos cidadãos da capital paulista aprovam as ciclovias. Além disso, um aumento expressivo no número de ciclistas vêm acompanhando a expansão das ciclovias na cidade.